# Соснова (губа)
Сосно́ва (рос. Сосновая) — губа (затока) на північному заході острова Соловецький з Соловецького архіпелагу.
Затока має широкий вхід від мису Овсянников на сході до мису Тонкий на заході, який поріс тундрової рослинністю; по середині знаходиться острів Хрестовий. Слід зазначити, що кам'янистий мис Тонкий, утворює вузький півострів довжиною 2 км на північний схід від мису Переч-Наволок, тобто губа простягається паралельно берегу півострова. Береги губи низинні, кам'янисті, вкриті лісом. Східний берег дещо піднятий і закінчується на півночі скелястим і порослим лісом мисом Овсянников. Західний берег пологіший, порізаний численними затоками, тут розташовані численні дрібні острівці.
Губа мілководна, має багато дрібних островів та кам'янистих банок. Острівці знаходяться в мористій частині губи, кам'янисті, вриті тундровою та лучною рослинністю. Більш південні острови вкриті хвойними лісами. Губа захищена від вітру, вривається льодом з середини листопада. При вході до губи з грудня по квітень здійснюється рух льоду.
В південно-східний берег губи вдається губа Грязна, береги якої облямовані піщано-кам'янистими та кам'янистими мілинами, а береги менших бухт — мулистим дном. До берега впритул підходить хвойний ліс. Губа має мілководні перекати, судноплавство здійснюється лише під час припливів. В середині губи розташований великий низинний острів, вкритий лісом. Глибина в губі 0,4-6 м.
На південному заході виділяється Трещанська губа, мілководна та доступна для суден лише в період припливів. При вході до губи розташовані лісисті острівці, ширина проходу між якими становить 30-100 м. Проходи мілководні, в період відпливів перетворюють губу в озеро.
На сході губи на невеликому острівці, до якого збудовано штучну кам'яну дамбу, розташований хутір Новососнове. Він складається з 2 будинків, в яких влітку проживають робітники, що займаються заготівлею водоростей. Тут же є і колодязь. Хутір має власний причал.